# Léon-François-Antoine Aurifeuille
Léon-François-Antoine Aurifeuille (9 de marzo de 1822-1882) fue un matemático e ilusionista francés, que da nombre a la factorización aurifeuilleana.

## Semblanza
Aurifeuille fue autor de tres libros: Curso de geometría elemental (con C. Richaud, París: Bachelier, 1847),
Tratado de geometría elemental (con C. Dumont, 2ª ed., Toulouse: Bonnal & Gibrac, 1860), y Tratado de aritmética (con C. Dumont, 2ª ed., Toulouse: Bonnal & Gibrac , 1859).
Bajo el alias de Alfred Herbert, vizconde de Caston, hizo una carrera paralela como ilusionista en la línea de Jean Eugène Robert-Houdin, y escribió
- "Les Tricheurs, scènes de jeu" (Los Tramposos, escenas de juegos) (Ediciones Dentu, París, 1863)
- "Les marchands de miracles ; histoire de la superstition humaine" (Mercaderes de milagros; historia de la superstición humana) (ediciones Dentu, París, 1864)
- "Tartuffe Spirite" (Tartufo Espiritista) (1865)
- "Les Vendeurs de Bonne Aventure" (Los vendedores de fortuna) (1866)
- "Musulmans et chrétiens, la Turquie en 1873" (Musulmanes y cristianos, Turquía en 1873) (1874)
- "Peerless Prestidigitation" (Prestidigitación sin igual) (publicado póstumamente en Inglaterra en 1910)

Julio Verne menciona a Alfred de Caston en su novela Alrededor de la Luna (capítulo VIII).